# Continental-Airlines-Flug 11
Am 22. Mai 1962 wurde eine Boeing 707 der Continental Airlines auf dem Continental-Airlines-Flug 11 nahe Unionville, Missouri, durch die Zündung eines Sprengsatzes zum Absturz gebracht. Die Maschine befand sich auf einem Inlandslinienflug von Chicago über Kansas City nach Los Angeles. Alle 45 Insassen des Flugzeugs starben. Der Hauptverdächtige war Thomas G. Doty, der als Passagier mitflog. Das wahrscheinliche Tatmotiv war ein versuchter Versicherungsbetrug.

## Flugzeug
Das Flugzeug war eine knapp drei Jahre alte Boeing 707-124 (Luftfahrzeugkennzeichen: N70775, Werknummer: 17611), die am 16. Juni 1959 fertiggestellt und von vier Turbojettriebwerken des Typs Pratt & Whitney JT3C-6 angetrieben wurde.
Bereits am 3. August 1961 wurde dieses Flugzeug auf dem Continental-Airlines-Flug 54 in einen kriminellen Zwischenfall verwickelt, als zwei Männer versuchten, die Maschine nach Havanna zu entführen. Nach stundenlanger Geiselnahme zerschossen Polizisten die Reifen des Flugzeugs, um den Start zu verhindern, und konnten die Entführer festnehmen.
Bis zum 22. Mai 1962 flog die Boeing 11.945 Stunden. Die letzte regelmäßige Inspektion am Flugzeug erfolgte 183 Stunden (etwa eine Woche) vor dem Unfall.

## Besatzung
Die Besatzung bestand aus folgenden Personen:
- Flugkapitän Fred. R. Gray (50). Er hatte eine Musterberechtigung für die DC-3, DC-6, DC-7B, die Vickers Viscount, die Convair CV-240, CV-340 und die CV-440, bis er am 26. April 1959 die Qualifikation für den Typ 707 erhielt. Seine letzte Eignungsprüfung bestand er am 26. April 1962. Er hatte eine Flugerfahrung von 25.000 Stunden, davon alleine 2.600 im Typ 707.
- Erster Offizier Edward J. Sullivan (41). Er besaß eine Musterberechtigung für die DC-3 und die Vickers Viscount. Er erhielt die Qualifikation für den Typ 707 am 16. September 1961 und hatte am selben Tag die letzte Eignungsprüfung. Er hatte eine Flugerfahrung von 14.500 Stunden, davon 600 mit dem Typ 707.
- Flugingenieur Roger. D. Allen (32). Er war sowohl als Flugingenieur als auch als Pilot qualifiziert, insbesondere auch für Instrumentenflug. Seine Qualifizierung für den Typ 707 absolvierte er im Juni 1960 und die letzte Prüfung am 27. März 1962.
- den Flugbegleiterinnen Marilyn Bloomquist (24), Mary McGrath (20), Martha Rush (23) und Stella Berry (21) sowie dem Purser David E. Olssen (39)

## Wetter und Flugplanung
Die Vorhersagen des National Weather Service deuteten auf Unwetter durch eine Kalt- und Sturmfront zwischen Chicago und Kansas City hin. Die geplante Flugstrecke von Flug CO11 führte durch ein Gebiet, für das eine Wetterwarnung herausgegeben wurde, die vor Stürmen mit einer maximalen Höhe von 50.000 ft (15.000 m) zusammen mit schweren bis extremen Turbulenzen sowie möglichen Tornados warnte. Deshalb ließ Kapitän Gray die vom Dispatcher vorgeschlagene Reiseflughöhe von 28.000 ft (ca. 8.530 m) auf 39.000 ft (ca. 11.900 m) ändern.

## Verlauf
Alle Zeiten sind in CST angegeben.
Die Boeing 707 erreichte am Unfalltag, als Continental-Airlines-Flug 10 von Los Angeles kommend, Chicago, landete um 19:00 Uhr und wurde vor dem geplanten Flug 11 inspiziert und gewartet. Die Besatzung für den Flug landete um 19:13 Uhr mit einer Boeing 720 auf dem Continental-Airlines-Flug 4, ebenfalls aus Los Angeles kommend.
Sowohl Startgewicht als auch der Schwerpunkt lagen im Normbereich, als das Flugzeug um 20:35 Uhr startete. Die Piloten wurden von der Abflugkontrolle nach Bradford, Illinois geleitet und meldeten um 20:52 Uhr das Überfliegen von Bradford auf der Jet Route 26 Victor in 39.000 ft (ca. 11.900 m) Höhe. Ein kurz darauf um 21:01 Uhr beim Chicago Air Route Traffic Control Center angefragtes Radarbild der vor ihnen liegenden Sturmfront gab es dort nicht, woraufhin die Kommunikation an das Flight Following Radar Site in Waverly, Iowa weitergegeben wurde. Dort fragten die Piloten um 21:02 Uhr, wie sie dem Sturm ausweichen könnten. Der Fluglotse empfahl nach Süden auszuweichen. Wenig später zeigte sich die Möglichkeit, wahlweise nach Norden auszuweichen, worum sie baten. Nachdem der Sturm umflogen war, informierte sie der Fluglotse, dass sie von ihrer Position aus auf direktem Kurs über Kirksville weiteres schlechtes Wetter umfliegen könnten. Die Piloten antworteten darauf, dass sie bereits eine Kurve einleiteten, und erbaten den direkten Kurs auf Kansas City. Der Fluglotse bestätigte dies und meldete, die Freigabe zum Sinkflug sei in Bearbeitung. Während der nächsten Minuten versuchte der Fluglotse erfolglos, Kontakt mit dem Kansas City Center aufzunehmen, und gab dies an die Piloten weiter, die darauf antworteten: „Okay, we can probably reach them on your radio, do you want to send us over?“ („Ok, wir können sie wahrscheinlich über euren Funk erreichen, wollt ihr uns rüberschicken?“). Das war der letzte Funkkontakt mit den Piloten etwa um 21:14 Uhr.
Der Fluglotse in Waverly konnte in der folgenden Minute Funkkontakt zum Center in Kansas City herstellen, jedoch nicht zu den Piloten, und übermittelte die Information über die 707. Der Lotse in Kansas City hatte laut eigener Aussage zwar ein Signal auf seinem Radarschirm festgestellt, das ungefähr dort war, wo die Boeing erwartet wurde, jedoch nach 2 bis 3 Aktualisierungen verschwunden sei.
Am nächsten Morgen wurde das Wrack des Flugzeugs nach Sonnenaufgang von Anwohnern gefunden, 10 Kilometer nordnordwestlich von Unionville, Missouri auf einem von Luzernen bewachsenen Hang mit 10° Neigung. Der 27-jährige japanische Ingenieur Takehiko Nakano, der in Evanston, Illinois lebte, wurde als Einziger lebend aufgefunden. Er hatte über eine Sitzreihe ausgestreckt gelegen und die Sitzrahmen hatten offenbar den größten Teil der Aufprallenergie abgefangen. Er hatte einen Schock erlitten und wurde ins St. Joseph Mercy Hospital (heute Mercy Medical Center) in Centerville, Iowa eingeliefert. Nakano nannte den Krankenschwestern dort einige persönliche Daten und sagte, er sei durstig. Die Ärzte beschrieben seine Verletzungen als relativ gering; er hatte einen Venenriss und hätte wahrscheinlich überlebt, wenn er früher behandelt worden wäre. Nakano starb noch am selben Morgen an seinen inneren Verletzungen, 1 ½ Stunden nachdem er vermeintlich gerettet worden war.

## Untersuchung des Absturzes durch das Civil Aeronautics Board (CAB)
Außer der Besatzung waren 37 Passagiere an Bord, die meisten waren Geschäftsreisende, die in dem an diesem Tag zu etwa einem Drittel besetzten Flugzeug mitflogen.
Mehrere Zeugen in der Umgebung der Unfallstelle sagten aus, laute und ungewöhnliche Geräusche gehört zu haben; zwei Zeugen wollten einen Blitz oder einen Feuerball von kurzer Dauer am Himmel beobachtet haben. Sie alle schätzten den Zeitpunkt zwischen 21:10 und 21:30 ein und berichteten, das Wetter sei klar gewesen. Der Kapitän einer Boeing B-47, die zum Zeitpunkt des Unfalles in der Nähe von Kirksville nach Norden auf 26.500 ft (ca. 7.900 m) flog, berichtete, er habe einen Blitz oben vor sich gesehen, ungefähr dort, wo die Boeing zum letzten Mal auf dem Radar zu sehen war, und schätzte den Zeitpunkt auf 21:22 Uhr. Auch er bestätigte, dass es kaum oder keine Turbulenzen gab.
Die Daten des geborgenen Flugdatenschreibers stimmten mit denen überein, die die Piloten vom Start bis 42 Minuten danach meldeten, und zeigten, dass das Flugzeug bis dahin zuletzt um 21:11 Uhr in größere Turbulenzen geriet, dann schrittweise in den nächsten beiden Minuten auf Kurs 240° flog und dann um 21:15 Uhr in den Sinkflug ging und gleichbleibend 1.000 ft/min (ca. 300 m/min) sank. Dann änderten sich um 21:17 Uhr auf einer Höhe von 36.800 ft (11.200 m) die Daten rapide und das Flugzeug schlug ohne die hinteren 38 ft des Rumpfes (11,5 m – in diesem Rumpfbereich sind insbesondere die Toiletten verbaut) mit der Flugzeugnase um 20° nach unten geneigt und fast ohne Querneigung auf. Die rechte Tragfläche blieb im Absturzvorgang fast und die linke teilweise intakt.
Darüber hinaus waren die Landeklappen ein-, das Fahrwerk hingegen ausgefahren und verriegelt. Da am Boden keine Schleifspuren gefunden wurden, ist anzunehmen, dass das Flugzeug kaum Horizontalgeschwindigkeit hatte. Zwei Uhren im Flugzeug zeigten je eine Zeit von 21:21:15 bzw. 21:21:45 Uhr an. Die Triebwerke waren in einem etwa 1.200 m langen und 800 m breiten Gebiet verteilt in den Boden eingeschlagen. Das Triebwerk mit der geringsten Entfernung zum Aufschlagspunkt war ungefähr 2 Kilometer südwestlich davon. Sie alle zeigten Spuren eines fast senkrechten Falls und dass die Läufer sich beim Aufschlag kaum oder gar nicht drehten.
Es wurden, außer dem im Krankenhaus gestorbenen Nakano, 36 Tote im Hauptwrack sowie 8 außerhalb zwischen 0,5 und 3,2 Kilometer entfernt gefunden. Sie wiesen keine Anzeichen von Verbrennungen oder aufgenommenen toxischen Substanzen auf. Außerdem befanden sich sowohl der Kapitän als auch der Erste Offizier und der Flugingenieur auf ihren normalen Positionen im Cockpit und trugen ihre Sauerstoffmasken.
Entlang des Flugwegs wurden außerdem weitere vier große Teile des Flugzeugs gefunden:
- ca. 6,5 Kilometer vom Aufschlagspunkt: Ein 29 ft (8,83 m) langes Stück der linken Tragfläche
- ca. 10,5 Kilometer nordöstlich vom Aufschlagspunkt die äußere linke Tragfläche mit deren Spitze
- ca. 800 Meter nördlich vom großen Tragflächenteil in einem Heufeld das Höhenleitwerk mit Teilen der Höhenruder
- ca. 10 Kilometer nordöstlich vom Aufschlagspunkt in einem dichten Wald das Seitenleitwerk mitsamt dem Seitenruder an einem Teil des Rumpfes, in dem auch eine Toilette war. Die Teile zeigten ebenfalls Spuren eines fast senkrechten Falls und dazu Spuren von Blut und menschlichem Gewebe. Am Seitenleitwerk wurden Durchschlags- und Abriebspuren gefunden, genauso wie am Höhenleitwerk.

Insgesamt wurden Trümmer in ca. 65 Kilometer Entfernung, leichtere Objekte wie Kissen sogar über 190 Kilometer vom Unfallort entfernt gefunden. Es konnten keine Anzeichen für Materialermüdung, ein Systemversagen, ein Feuer im Flug oder eine Kollision mit einem Flugzeug oder anderen Objekt festgestellt werden, aber das Flugzeug schien in großer Höhe auseinandergebrochen zu sein.
Als das Wrack zusammengesetzt wurde, zeigte sich, dass die Trümmer immer kleiner wurden, je näher sie einem Punkt in der hinteren rechten Toilette waren, wo offenbar die Außenhaut durch eine große, explosive Kraft direkt nach außen gedrückt worden war. Dieser Punkt wurde auf den Abfalleimer unter dem Waschbecken der hinteren rechten Toilette eingegrenzt. Von diesem Punkt aus breitete sich die Kraft in alle Richtungen aus. Später konnte das FBI diesen Verdacht bestätigen und nachweisen, dass es sich beim benutzten Sprengstoff um Dynamit handelte.

## Schlussfolgerungen des Civil Aeronautics Board
Die Ermittler des Civil Aeronautics Board, die die Ermittlung zusammen mit dem FBI führten, gaben am 1. August 1962 ihren Bericht heraus. Sie schlossen aus den gefundenen Spuren, dass bei diesem Unfall weder Wetter, anders als am Anfang spekuliert wurde, noch eine schlechte Wartung oder die Piloten Faktoren gewesen waren und das Flugzeug beim Start lufttüchtig war. Die Beweise und das Schadensmuster deuteten stattdessen darauf hin, dass bei Kirksville um 21:17 Uhr am Unfalltag ein Sprengsatz im Mülleimer der rechten hinteren Toilette explodierte, durch den das Flugzeug zerstört werden sollte. Die Explosion riss den Rumpf auf, das verursachte einen Druckabfall im Flugzeug und es entstand dichter Nebel im Flugzeuginneren. Deswegen leiteten die Piloten die Notsinkflugprozedur ein, setzen ihre Sauerstoffmasken auf und fuhren das Fahrwerk aus. Zwischen dem Steuerhorn des Kapitäns und der Instrumententafel wurde die Notfallcheckliste gefunden. Als schließlich das gesamte Heck abbrach, senkte sich die Flugzeugnase und kurz darauf rissen noch im Flug die Triebwerke ab.

## Weiterführende Untersuchungen des FBI
Nachdem feststand, dass ein Verbrechen vorlag, ermittelte das FBI nach Veröffentlichung des CAB-Berichts weiter nach dem Täter. Sie konnten herausfinden, dass ein gewisser Thomas G. Doty (34) aus Texas sowie seine Geschäftspartnerin Geneva Fraley vor dem Abflug Lebensversicherungen abgeschlossen hatten, was damals nicht unüblich war. Die Versicherungssumme würde ausgezahlt werden, falls man bei einem Flug einen Unfall erleiden oder sterben sollte. Die Lebensversicherungen waren unverhältnismäßig hoch; Fraley zahlte für $ 75.000, Doty sogar für $ 150.000 (sowie zusätzlicher $ 150.000 aufgrund weiterer Versicherungen, teilweise am Flughafen abgeschlossen). Doty trug als Begünstigte seine schwangere Frau († 2008) ein, mit der er eine fünf Jahre alte Tochter hatte.
Doty war ein Geschäftsmann, dessen Geschäft mit Keramiksärgen 1961 pleiteging. Seinen Job als Verkäufer eines Kosmetikunternehmens gab er im März 1962 auf, da er mit seiner Kollegin Fraley ein neues Unternehmen gründen wollte. Im darauffolgenden Monat wurde er mit einem bewaffneten Raubüberfall auf eine Frau in Kansas City in Verbindung gebracht. Die Polizei gab an, er habe die Frau geschlagen und sei mit ihrer Geldbörse geflohen. Doty behauptete, er hätte die Geldbörse beim Spaziergang gefunden. Wegen der Anklage des Raubüberfalls ersten Grades mit versteckter Waffe sollte er am 25. Mai 1962 vor Gericht erscheinen. Statt der Ladung zu folgen, kaufte Doty sechs Dynamitstangen und versuchte durch seinen Anschlag die Versicherung zu betrügen.

## Gedenken

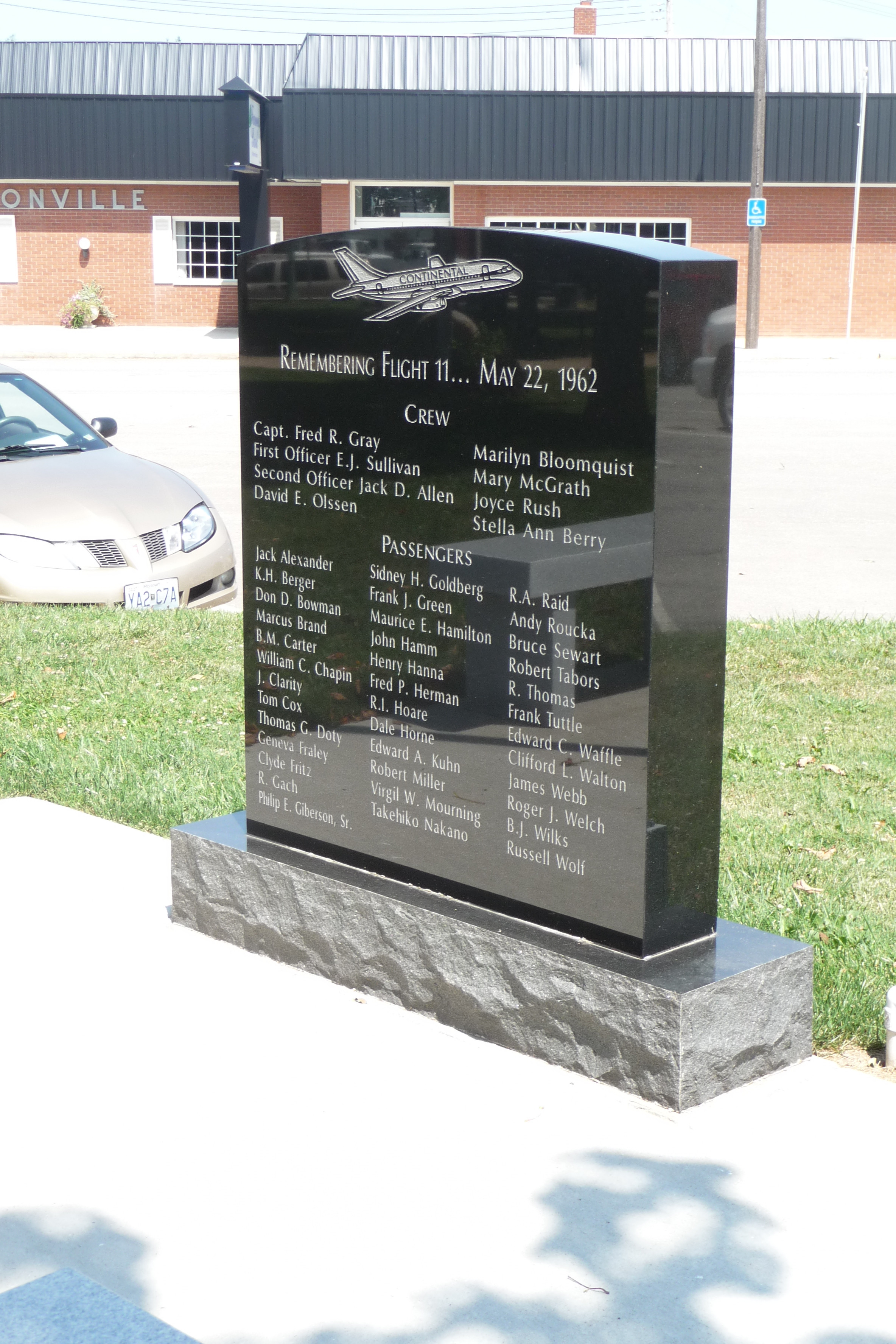
Gedenktafel in Unionville mit den Namen der Toten

Mehrere Jahrzehnte später beschäftigte sich der Lokalhistoriker Duane Crawford († 2017) mit dem Unfall und versuchte an den Vorfall zu erinnern, der in Vergessenheit geraten war. 2010 wurde eine Gedenktafel errichtet, auf der alle Namen der Toten stehen. Zur Gedenkveranstaltung zum 50. Jahrestag am 26. Mai 2012, kamen mehr als 100 Menschen, darunter auch Angehörige der Opfer.

## Medien
Die erste Episode der 3. Staffel namens Incredible Causes der britischen Fernsehserie Air Crash Confidential geht auf die Umstände des Unfalls ein.